# Oriolus chlorocephalus
Oriolus chlorocephalus là một loài chim trong họ Oriolidae.